# Penstemon fruticosus
Penstemon fruticosus là một loài thực vật có hoa trong họ Mã đề. Loài này được (Pursh) Greene mô tả khoa học đầu tiên năm 1892.

## Hình ảnh

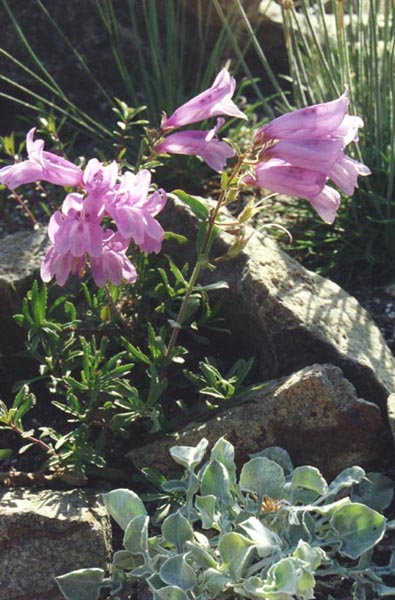
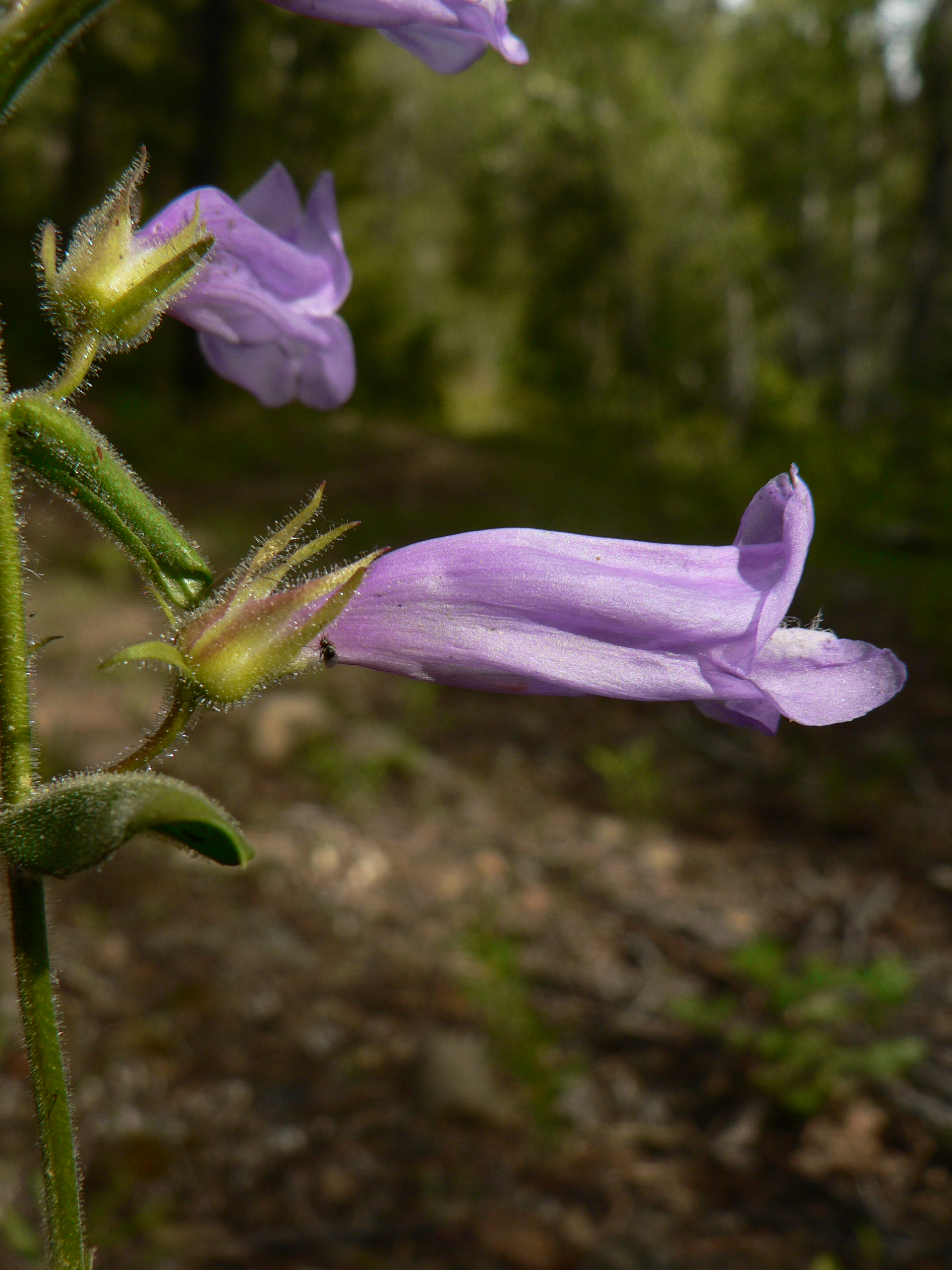
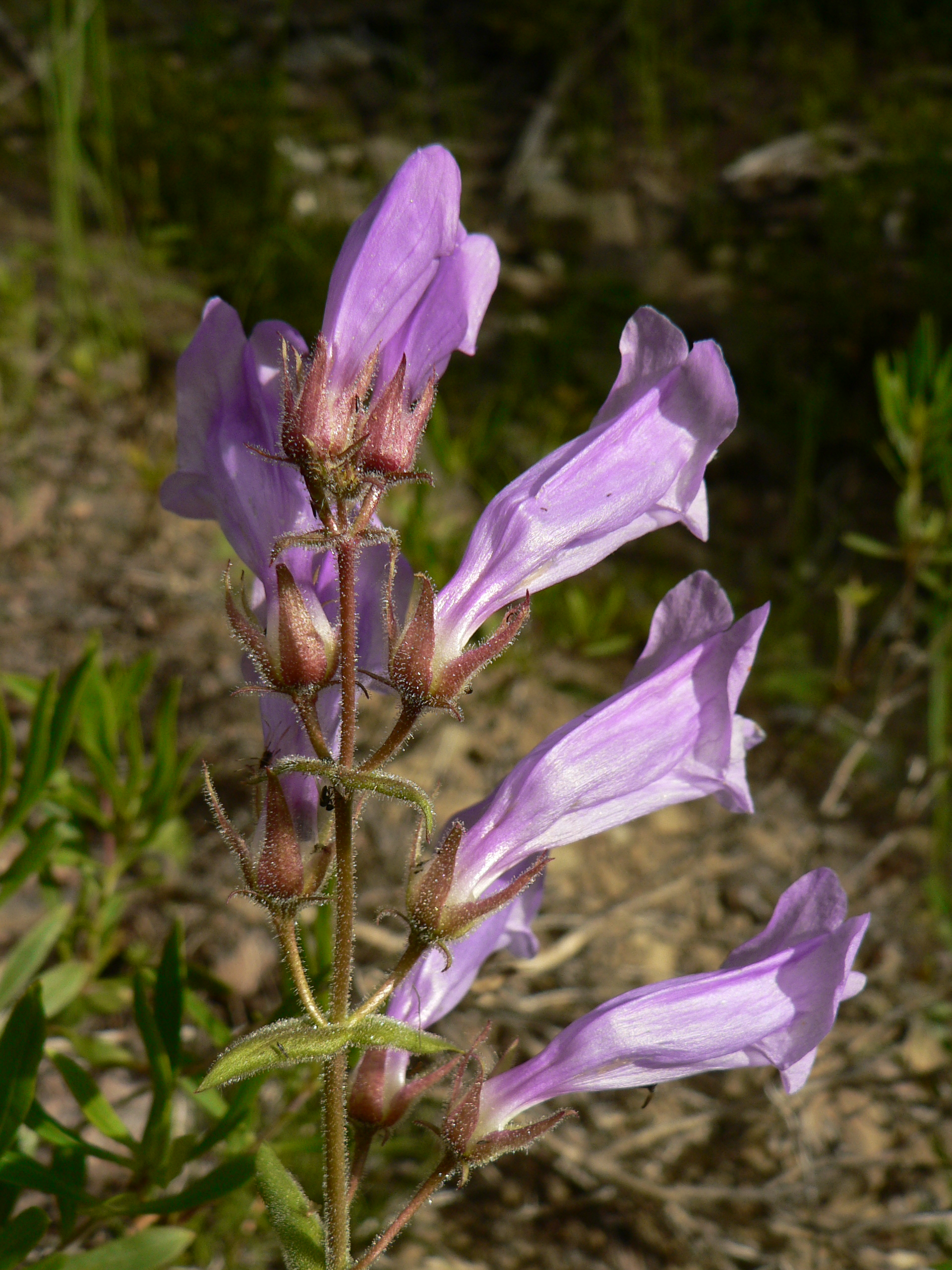
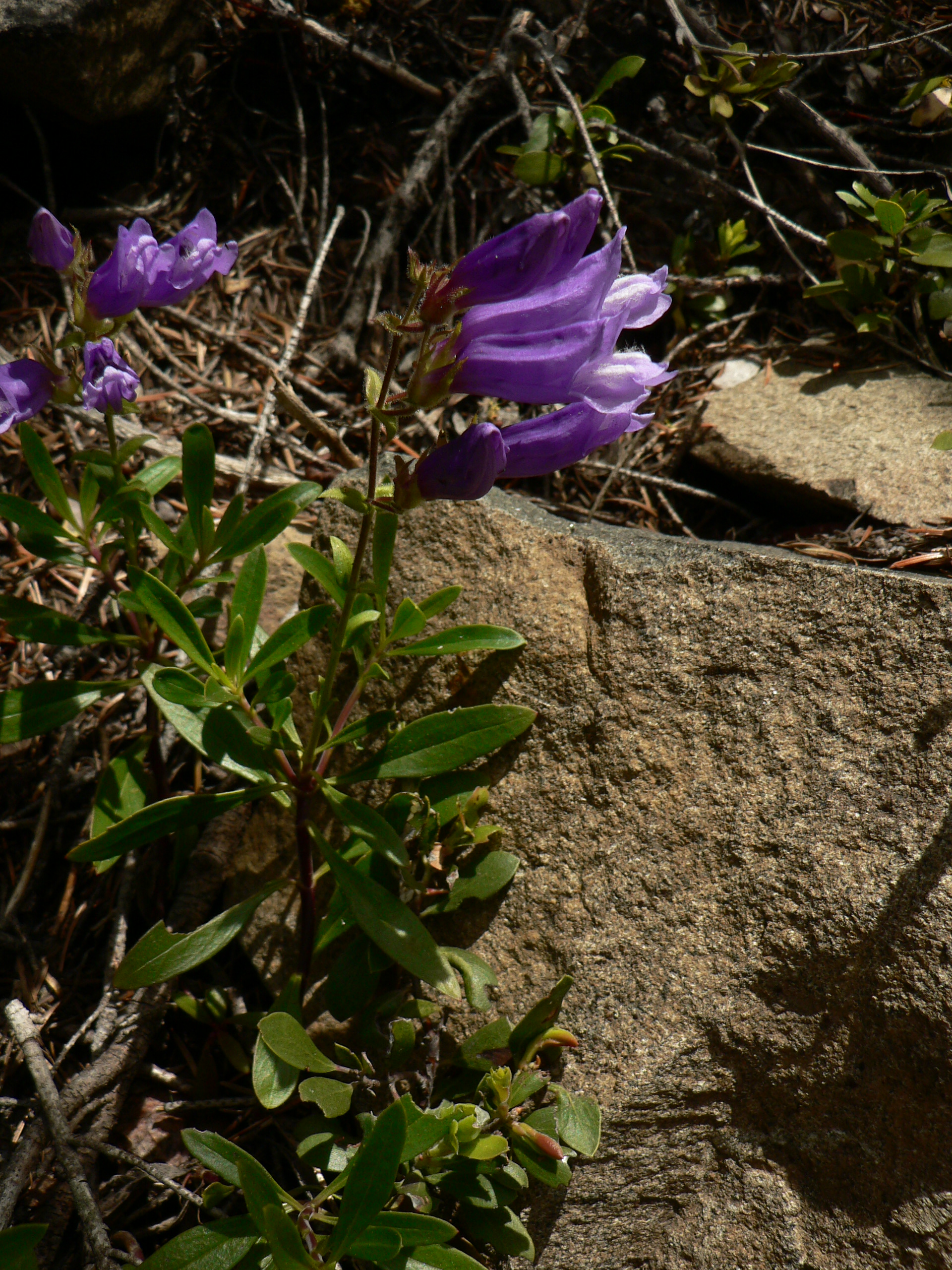